# Jean Vague
 (juillet 2017).
Si vous disposez d'ouvrages ou d'articles de référence ou si vous connaissez des sites web de qualité traitant du thème abordé ici, merci de compléter l'article en donnant les références utiles à sa vérifiabilité et en les liant à la section « Notes et références ».
Jean Vague, né le 25 novembre 1911 à Draguignan et mort le 20 avril 2003 dans le 8e arrondissement de Marseille, est un professeur de médecine français, spécialiste d'endocrinologie, qui a profondément influencé l’orientation des recherches sur l’obésité au XXe siècle. Il est membre de l'Académie nationale de médecine en 1980 et reçoit le prix Biguet de l'Académie française en 1994.

## Académies
L’œuvre scientifique de Jean Vague fut honorée par son élection à plusieurs académies étrangères :
- 1980 : Académie nationale de médecine ( France)
- 1980: Real Academia National de Medicina ( Espagne)
- 1980 : New York Academy of Sciences ( États-Unis)
- 1989 : Accademia medica di Roma ( Italie)
- 1993 : Académie royale de médecine de Belgique ( Belgique)

## Prix
- Prix de thèse de la Faculté de médecine de Marseille en 1935
- Prix Dutens de l’Académie nationale de médecine en 1938 pour son étude sur les hépatonéphrites aiguës
- Prix Montyon de l’Académie des sciences en 1939 pour la créatinine
- Prix Marcellin Guérin de l’Académie française en 1943
- Prix Le Piez de l’Académie nationale de médecine pour son ouvrage sur la différenciation sexuelle humaine en 1953
- International Willendorf Award en 1990
- Prix Biguet de l’Académie française
- Prix Maurice Pivot en 1991
- Prix Vigne d’Octon de l’Académie des sciences morales et politiques en 1994

## Toponymie
Une rue du 12e arrondissement de Marseille porte son nom.